# Wolfsworteldrank
Wolfsworteldrank (Engels: Wolfsbane Potion) is een toverdrank uit de Harry Potter-boeken van de Britse schrijfster J.K. Rowling.
Wolfsworteldrank is de drank die door weerwolven gebruikt kan worden om de pijn te verzachten en zichzelf onder controle te houden tijdens en na de transformatie in een weerwolf.
Professor Sneep, die bijzonder goed is in het brouwen van toverdranken, maakt de drank maandelijks voor professor Lupos in de periode dat Lupos op Zweinstein werkt. Lupos legt in het derde boek aan Harry uit dat hij, wanneer hij de drank neemt, lichamelijk wel volledig in een weerwolf verandert, maar geestelijk in staat blijft zich in te houden. Hij heeft dan niet de behoefte mensen te bijten. Op die manier kan Lupos een redelijk normaal leven leiden en kan hij het feit dat hij weerwolf is lang voor zijn omgeving verborgen houden.
Lang niet alle weerwolven in de verhalen gebruiken de drank. Ten eerste is de drank niet voor iedereen beschikbaar (het is een erg complexe toverdrank, slechts een enkele tovenaar kan de drank brouwen) en ten tweede zijn niet alle weerwolven bereid om hun "afwijking" in toom te houden. Er zijn er verschillende, waaronder Fenrir Vaalhaar, die het liefst continu de gedaante van een weerwolf aan zouden willen nemen en die ervan genieten mensen te bijten.